# ریفو
ریفو (به لاتین: Rifu) یک منطقهٔ مسکونی در ژاپن است که در استان میاگی واقع شده‌است. ریفو ۴۴٫۸۹ کیلومتر مربع مساحت و ۳۵۴٬۷۶۹ نفر جمعیت دارد.